# Coreodrassus
Genre
Coreodrassus est un genre d'araignées aranéomorphes de la famille des Gnaphosidae.

## Distribution
Les espèces de ce genre se rencontrent en Asie.

## Liste des espèces
Selon World Spider Catalog (version 25.0, 10/04/2024) :
- Coreodrassus forficalus Zhang & Zhu, 2008
- Coreodrassus infletus (O. Pickard-Cambridge, 1885)
- Coreodrassus interlisus (O. Pickard-Cambridge, 1885)
- Coreodrassus lancearius (Simon, 1893)
- Coreodrassus murphyi Liu & Zhang, 2023
- Coreodrassus recepsahini Coşar, Danışman & Marusik, 2024
- Coreodrassus semidesertus Ponomarev & Tsvetkov, 2006

## Systématique et taxinomie
Ce genre a été décrit par Paik en 1984 dans les Gnaphosidae.

## Publication originale
- Paik, 1984 : « A new genus and species of gnaphosid spider from Korea. » Acta Arachnologica, vol. 32, p. 49-53 (texte intégral).